# Ентоні Аннан
Е́нтоні Джи́лдес Кофі́ Анна́н (англ. Anthony Gildas Kofi Annan; нар. 21 липня 1986 року, Аккра, Гана) — ганський футболіст. Півзахисник збірної Гани та іспанської «Осасуни».

## Досягнення
«Стабек»
- Чемпіон Норвегії: 2008

«Русенборг»
- Чемпіон Норвегії: 2009, 2010
- Володар Суперкубка Норвегії: 2010

«Шальке 04»
- Володар кубка Німеччини: 2010-11
- Володар Суперкубка Німеччини: 2011

«ГІК»
- Чемпіон Фінляндії: 2014, 2017, 2018
- Володар кубка Фінляндії: 2014, 2016-17

Збірна Гани
- Кубок африканських націй
  - Віце-чемпіон: 2010
  - Третє місце: 2008